# 松平信友 (吉井藩主)
松平 信友（まつだいら のぶとも）は、上野吉井藩の第2代藩主。鷹司松平家4代。
初代藩主・松平信清の長男。享保9年（1724年）、父の死去により跡を継ぐ。享保12年（1727年）8月28日、将軍徳川吉宗に拝謁する。同年12月18日、従四位下・侍従・中務大輔に叙任する。宝暦3年（1753年）、陣屋を矢田から吉井に移す。宝暦10年（1760年）3月7日、44歳で死去し、跡を養嗣子の信有が継いだ。